# Amarnath

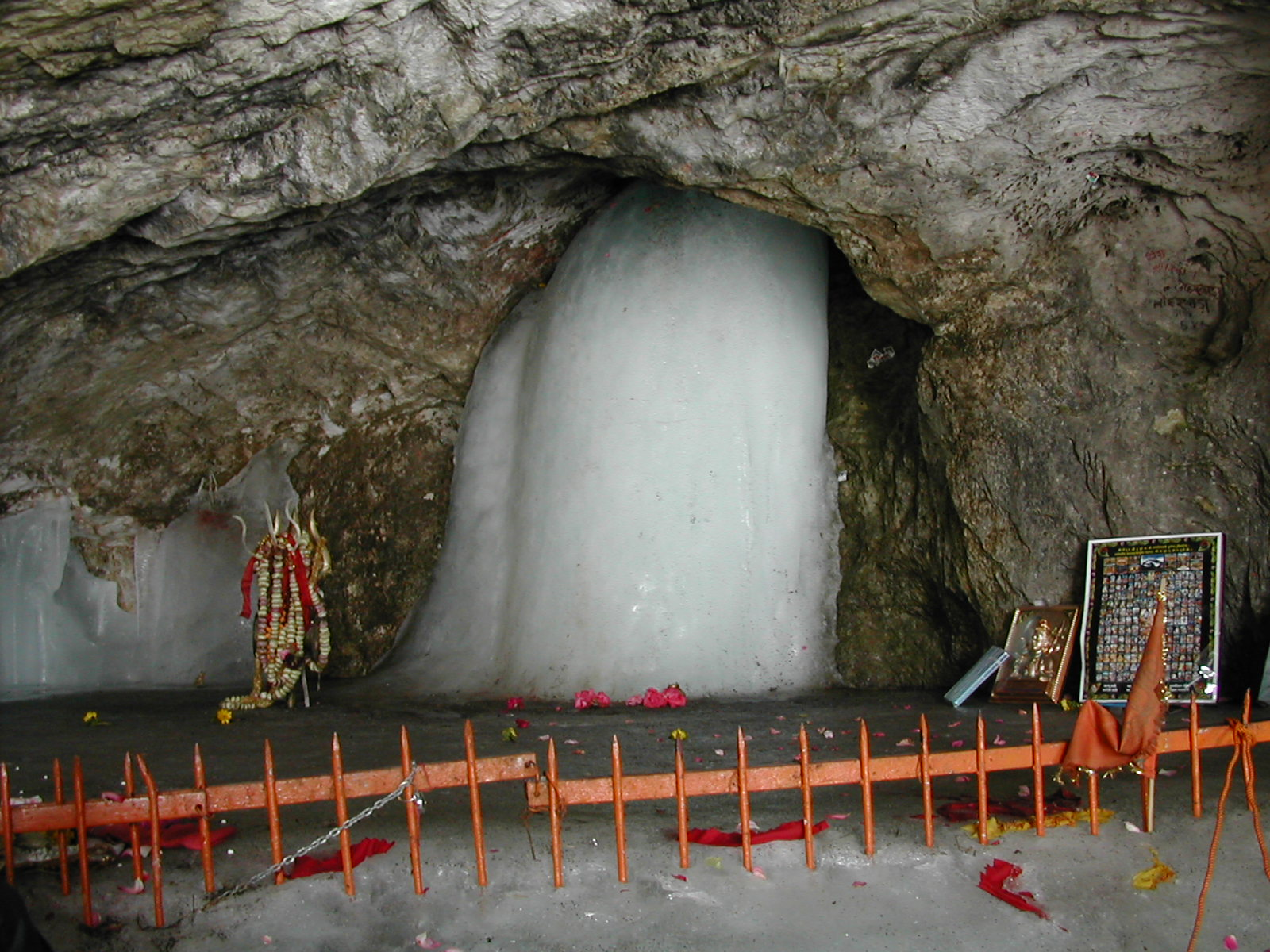
Lingam de gel de Xiva al temple

Amarnath o Ambarnath (hindi अमरनाथ गुफा que vol dir "Senyor Immortal", urdú امرناتھ گُپھا) és una petita vila i un santuari dedicat a Xiva, en una cova a l'estat de Jammu i Caixmir. El santuari té gran consideració entre els hindús. La cova on es troba el santuari, o Cova d'Amarnath, inclou una estalagmita que té suposades similituds amb el lingam de Xiva; aquesta estalagmita augmenta de mesura i arriba al màxim al festival d'estiu; hi ha altres formacions de gel que representen a Parvati i a Ganesha. La cova està situada a 3888 metres d'altura a 141 km de Srinagar. Hi ha forta presència policial a la zona pel conflicte del Caixmir i cal autorització del govern per peregrinar al lloc.
El poblet proper tenia 200 habitants el 1881. La vall on està la cova està situat a 1 km de distància a l'est i és un exemple d'arquitectura hindú. La seva datació seria del segle xi o una mica anterior. Una inscripció trobada és de 1060 i es creu que fou construït per Mamvaniraja, fill de Chittarajadeva, un mahamandaleswara (feudatari) del rei de Konkan, sota els 
Chalukya de Kalyan, al Dèccan. El temple mateix té tres portes; inclou algunes figures amb cap, de les quals una femella amb ganivet representa Mahdeva i Parvati i una altra Kali.